# Mariscala
Mariscala ist eine Stadt in Uruguay.

## Geographie

### Lage
Sie befindet sich in der östlichen Mitte des Departamento Lavalleja in dessen 8. Sektor nahe der Grenze zum Nachbardepartamento Maldonado. Sie liegt südlich der Cuchilla del Águila sowie des Arroyo Sarandí und nördlich des Arroyo Calera.

### Bodenschätze
In Mariscala existieren Erdöl-Vorkommen.

## Geschichte
Ursprünglich vom dort ansässigen Großgrundbesitzer Cándido N. Cal im Jahr 1910 unter dem Namen 19 de Abril gegründet setzte sich im Volksmund der heutige Name durch, unter dem die Gegend bekannt war.

## Infrastruktur
Durch die Stadt führt die Ruta 8, die hier ihren Kilometerpunkt 183 hat. 

### Sport
Der örtliche Fußballplatz Complejo Deportivo „Eugenio Perdomo“ verfügt über zwei Tribünen mit separaten Zugängen. Der Komplex hat ein Fassungsvermögen von circa 2000 Zuschauern. Hier tragen die beiden Fußballvereine Mariscalas ihre Spiele aus. Dies ist einerseits der am 25. November 1911 gegründete Centro Uruguayo de Mariscala, der jedoch erst seit 1998 auch über eine Fußballabteilung verfügt, als man sich mit den ortsansässigen Vereinen CA Defensor, Estación FC, Huracán FC und Sportivo Unión FC zusammenschloss. Club Nacional de Fútbol de Mariscala, gegründet am 11. Dezember 1988, ist der zweite Fußballverein Mariscalas.

## Einwohner
Die Einwohnerzahl Mariscalas beträgt 1.626 (Stand: 2011), davon 791 männliche und 835 weibliche.
| Jahr | Einwohner |
| ---- | --------- |
| 1963 | 1.423     |
| 1975 | 1.395     |
| 1985 | 1.415     |
| 1996 | 1.507     |
| 2004 | 1.674     |
| 2011 | 1.626     |

Quelle: Instituto Nacional de Estadística de Uruguay